# The Dream (film 1911)
The Dream è un cortometraggio muto del 1911 diretto da George Loane Tucker e da Thomas H. Ince. Herbert Brenon (che poi passerà alla regia) esordisce con questo film nella sceneggiatura.
Fu il secondo film di Mary Pickford, che qui recita insieme alla sorella Lottie per la IMP e che ha come partner il suo primo marito, Owen Moore. Il soggetto del film - quello di una moglie maltrattata in casa - è firmato dalla stessa Pickford che, in seguito, nella realtà, avrebbe divorziato da Moore anche a causa del carattere brutale del marito.

## Trama
Un marito insensibile tratta male la moglie, che con lui è dolce e paziente. L'uomo se ne va in città a sbevazzare. Quando torna a casa, ubriaco, maltratta la donna. Durante la notte, sogna e il suo sogno lo spinge a riconsiderare il suo modo di comportarsi con la moglie.

## Produzione
Tratto da una storia scritta da Mary Pickford, il film fu prodotto dalla Independent Moving Pictures Company, Incorporated [IMP] e girato negli studi di New York dell'IMP.
Il cortometraggio appare inserito in un'altra produzione della IMP, A Timely Repentance del 1912

## Distribuzione
Distribuito dalla Motion Picture Distributing and Sales Company, il film - un cortometraggio in una bobina - uscì nelle sale statunitensi il 23 gennaio 1911.
Copia della pellicola viene conservata negli archivi della Library of Congress, nella collezione dell'American Film Institute. L'11 gennaio 2000, il cortometraggio compare in un DVD (sistema NTSC) della Milestone Film and Video, accorpato insieme al film Amarilly of Clothes-Line Alley e distribuito dall'Image Entertainment.

### Data di uscita
DVD Silent Era
- USA 23 gennaio 1911
- USA  11 gennaio 2000  DVD